# Congresso di esperanto in Italia
Il  Congresso di esperanto in Italia (in esperanto Kongreso de Esperanto en Italujo) è un congresso organizzato ogni anno dalla Federazione Esperantista Italiana in una diversa città italiana.
Fino alla 78ª edizione (compresa) ha avuto il nome di "Congresso italiano di esperanto" ("Itala Kongreso de Esperanto").
Nel 2007 si è tenuto il 74º congresso a Pisa, dove già si erano svolti il 23º nel 1952, il 43º nel 1972 e il 58º nel 1987, anno del giubileo dell'esperanto.
Molte edizioni del Congresso hanno ospitato politici nazionali. Ad esempio, al congresso del 1951 partecipò l'allora Ministro della pubblica istruzione Antonio Segni, che in quell'occasione diffuse nelle scuole italiane una circolare particolarmente favorevole alla lingua internazionale; al Congresso del 1990 partecipò Marco Pannella e la maggior parte delle riunioni congressuali furono trasmesse in diretta da Radio Radicale. Anche vari artisti nazionali si sono esibiti durante i Congressi italiani di esperanto; tra gli altri: Gigliola Cinquetti, Luciana Salvatori, Pietro Brani ed altri.

## Cronologia dei congressi italiani di esperanto
- 2024 - 90º Montecatini Terme
- 2023 - non tenuto, per la concomitanza del Congresso universale di esperanto a Torino
- 2022 - 89º Brescia
- 2021 - 88º Assisi
- 2020 - 87º Congresso Virtuale a causa della Pandemia SARS-CoV-2
- 2019 - 86º Trieste
- 2018 - 85º San Marino
- 2017 - 84º Heraclea - Marina di Policoro
- 2016 - 83º Frascati
- 2015 - 82º San Benedetto del Tronto
- 2014 - 81º Fai della Paganella
- 2013 - 80º Sanremo Castellaro
- 2012 - 79º Mazara del Vallo
- 2011 - 78º Torino
- 2010 - 77º Lignano Sabbiadoro
- 2009 - 76º Cassino
- 2008 - 75º Grosseto
- 2007 - 74º Pisa
- 2006 - non tenuto, per la concomitanza del Congresso universale di esperanto a Firenze
- 2005 - 73º Rimini
- 2004 - 72º Treviso
- 2003 - 71º Ancona Portonovo
- 2002 - non tenuto, per la concomitanza del Congresso esperantista europeo a Verona
- 2001 - 70º Trieste
- 2000 - 69º Casalecchio di Reno
- 1999 - 68º Riva del Garda
- 1998 - 67º Frascati
- 1997 - 66º Napoli
- 1996 - 65º Ferrara
- 1994 - 64º Vicenza
- 1993 - 63º Pineto
- 1992 - non tenuto, per la concomitanza del Congresso esperantista europeo a Verona
- 1991 - 62º Torino
- 1990 - 61º Padova
- 1989 - 60º Bergamo
- 1988 - 59º Benevento
- 1987 - 58º Pisa
- 1986 - 57º Bologna
- 1985 - 56º Grado
- 1984 - 55º San Pellegrino Terme
- 1983 - 54º Alghero
- 1982 - 53º Forte dei Marmi
- 1981 - 52º Roma
- 1980 - 51º Manfredonia
- 1979 - 50º Jesolo
- 1978 - 49º Cesena
- 1977 - 48º Campobasso
- 1976 - 47º Massa
- 1975 - 46º Trieste
- 1974 - 45º Verona
- 1973 - 44º Trento
- 1972 - 43º Pisa
- 1971 - 42º Grosseto
- 1970 - 41º crociera su motonave Caribia
- 1969 - 40º Como
- 1968 - 39º Montecatini Terme
- 1967 - 38º Catania
- 1966 - 37º Carrara
- 1965 - 36º Rimini
- 1964 - 35º Sorrento
- 1963 - 34º Saint-Vincent
- 1962 - 33º San Benedetto del Tronto
- 1961 - 32º Sanremo
- 1960 - 31º Cortina d'Ampezzo
- 1959 - 30º Firenze
- 1958 - 29º Palermo
- 1957 - 28º Varese
- 1956 - 27º Massa
- 1955 - non tenuto, per la concomitanza del Congresso universale di esperanto a Bologna
- 1954 - 26º Sassari
- 1953 - 25º Como
- 1952 - 24º Bologna
- 1951 - 23º Pisa
- 1949 - 22º Varazze
- 1948 - 21º Torino
- 1938 - 20º Vicenza
- 1935 - non tenuto, per la concomitanza del Congresso universale di esperanto a Roma
- 1934 - 19º Milano
- 1933 - 18º Trieste
- 1932 - 17º Torino
- 1931 - 16º Padova
- 1930 - 15º Como
- 1929 - 14º Udine
- 1928 - 13º Perugia
- 1927 - 12º Napoli
- 1926 - 11º Livorno
- 1925 - 10º Bari
- 1924 - 9º Torino
- 1923 - 8º Terni
- 1922 - 7º Trieste
- 1921 - 6º Trento[1]
- 1920 - 5º Bologna
- 1913 - 4º Milano
- 1912 - 3º Verona
- 1911 - 2º Genova
- 1910 - 1º Firenze